# Phase à élimination directe de la Coupe du monde de rugby à XV 1991
La phase à élimination directe de la Coupe du monde de rugby à XV 1991 oppose les huit équipes qualifiées à l'issue du premier tour. Ces équipes se rencontrent dans des matchs à élimination directe à partir des quarts de finale.

## Tableau
Après la phase de groupe, huit équipes sont qualifiées à raison de deux par groupe :
| Poule A             | Poule B    | Poule C      | Poule D   |
| ------------------- | ---------- | ------------ | --------- |
| 1. Nouvelle-Zélande | 1. Écosse  | 1. Australie | 1. France |
| 2. Angleterre       | 2. Irlande | 2. Samoa     | 2. Canada |

|  | Quarts de finale                      | Quarts de finale                    |                                   |                                   | Demi-finales                          | Demi-finales                          |   |  | Finale                                     | Finale                                     |
|  | Quarts de finale                      | Quarts de finale                    |                                   |                                   | Demi-finales                          | Demi-finales                          |   |  | Finale                                     | Finale                                     |
|  |                                       |                                     |                                   |                                   |                                       |                                       |   |  |                                            |                                            |
|  | 19 octobre à Murrayfield, Édimbourg   | 19 octobre à Murrayfield, Édimbourg |                                   |                                   | 26 octobre à Murrayfield, à Édimbourg | 26 octobre à Murrayfield, à Édimbourg |   |  | 2 novembre au stade de Twickenham, Londres | 2 novembre au stade de Twickenham, Londres |
|  | 19 octobre à Murrayfield, Édimbourg   | 19 octobre à Murrayfield, Édimbourg |                                   |                                   | 26 octobre à Murrayfield, à Édimbourg | 26 octobre à Murrayfield, à Édimbourg |   |  | 2 novembre au stade de Twickenham, Londres | 2 novembre au stade de Twickenham, Londres |
|  | Écosse                                | 28                                  |                                   |                                   | 26 octobre à Murrayfield, à Édimbourg | 26 octobre à Murrayfield, à Édimbourg |   |  | 2 novembre au stade de Twickenham, Londres | 2 novembre au stade de Twickenham, Londres |
|  | Écosse                                | 28                                  |                                   |                                   | 26 octobre à Murrayfield, à Édimbourg | 26 octobre à Murrayfield, à Édimbourg |   |  | 2 novembre au stade de Twickenham, Londres | 2 novembre au stade de Twickenham, Londres |
|  | Samoa                                 | 6                                   |                                   |                                   | 26 octobre à Murrayfield, à Édimbourg | 26 octobre à Murrayfield, à Édimbourg |   |  | 2 novembre au stade de Twickenham, Londres | 2 novembre au stade de Twickenham, Londres |
|  | Samoa                                 | 6                                   | Angleterre                        | 9                                 |                                       |                                       |   |  | 2 novembre au stade de Twickenham, Londres | 2 novembre au stade de Twickenham, Londres |
|  | 19 octobre au Parc des Princes, Paris |                                     | Angleterre                        | 9                                 |                                       |                                       |   |  | 2 novembre au stade de Twickenham, Londres | 2 novembre au stade de Twickenham, Londres |
|  |                                       | Écosse                              | 6                                 |                                   |                                       |                                       |   |  | 2 novembre au stade de Twickenham, Londres | 2 novembre au stade de Twickenham, Londres |
|  | Angleterre                            | Écosse                              | 6                                 | 19                                |                                       |                                       |   |  | 2 novembre au stade de Twickenham, Londres | 2 novembre au stade de Twickenham, Londres |
|  | Angleterre                            |                                     |                                   | 19                                |                                       |                                       |   |  | 2 novembre au stade de Twickenham, Londres | 2 novembre au stade de Twickenham, Londres |
|  | France                                | 10                                  |                                   |                                   |                                       |                                       |   |  | 2 novembre au stade de Twickenham, Londres | 2 novembre au stade de Twickenham, Londres |
|  | France                                | 10                                  | Australie                         | 12                                |                                       |                                       |   |  |                                            |                                            |
|  | 20 octobre à Lansdowne Road, Dublin   |                                     | Australie                         | 12                                |                                       |                                       |   |  |                                            |                                            |
|  |                                       | Angleterre                          | 6                                 |                                   |                                       |                                       |   |  |                                            |                                            |
|  | Australie                             | Angleterre                          | 6                                 | 19                                |                                       |                                       |   |  |                                            |                                            |
|  | Australie                             | 27 octobre à Lansdowne Road, Dublin |                                   | 19                                |                                       |                                       |   |  |                                            |                                            |
|  | Irlande                               | 18                                  |                                   |                                   |                                       |                                       |   |  |                                            |                                            |
|  | Irlande                               | 18                                  | Australie                         | 16                                |                                       |                                       |   |  |                                            |                                            |
|  | 20 octobre au Stadium Nord, Lille     | 20 octobre au Stadium Nord, Lille   | Australie                         | 16                                | Match pour la 3e place                | Match pour la 3e place                |   |  |                                            |                                            |
|  | 20 octobre au Stadium Nord, Lille     | 20 octobre au Stadium Nord, Lille   |                                   | Nouvelle-Zélande                  | Match pour la 3e place                | Match pour la 3e place                | 6 |  |                                            |                                            |
|  | Nouvelle-Zélande                      | 29                                  | 30 octobre à l'Arms Park, Cardiff | 30 octobre à l'Arms Park, Cardiff |                                       |                                       | 6 |  |                                            |                                            |
|  | Nouvelle-Zélande                      | 29                                  | 30 octobre à l'Arms Park, Cardiff | 30 octobre à l'Arms Park, Cardiff |                                       |                                       |   |  |                                            |                                            |
|  | Canada                                | 13                                  |                                   | Écosse                            | 6                                     |                                       |   |  |                                            |                                            |
|  | Canada                                | 13                                  |                                   | Écosse                            | 6                                     |                                       |   |  |                                            |                                            |
|  |                                       |                                     |                                   |                                   |                                       |                                       |   |  | Nouvelle-Zélande                           | 13                                         |
|  |                                       |                                     |                                   |                                   |                                       |                                       |   |  | Nouvelle-Zélande                           | 13                                         |